# The Best of the Wailers
The Best of the Wailers es el cuarto álbum de estudio de The Wailers, lanzado en agosto de 1971. A pesar del título, no es un recopilatorio, sino un álbum de estudio. Fue grabado en los estudios Dynamic Sound; esto fue antes de que el grupo tuviera contacto con el productor Lee Perry; las canciones fueron grabadas en mayo de 1970 y el álbum se publicó al año siguiente.  

## Historia
En la época en que se grabaron las canciones que aparecen en este álbum, la música reggae era un género musical que había surgido solo un par de años atrás. Entonces, en Jamaica ya se conocía este género musical; para el resto del mundo todavía era un género musical muy desconocido, aunque ya en 1968 el cantante estadounidense Johnny Nash lanzó su canción «Hold Me Tight», la cual tuvo éxito como sencillo en ese año, convirtiéndose en uno de los primeros cantantes no jamaicanos en grabar música reggae. Además, en ese entonces Nash había colaborado con Bob Marley a finales de la década de 1960, así como poco después a principios de los años 70. Pues la música reggae sería el género musical del cual los Wailers alcanzarían el estrellato mundial años después. Este álbum fue producido por Leslie Kong, quien descubrió a Marley cuando este comenzó su carrera musical en 1962; Kong fallecería de un ataque al corazón solo poco después de la publicación de este álbum.

## Lista de canciones
Todas las canciones compuestas por Bob Marley, excepto donde se especifique.

### Cara A
1. "Soul Shakedown Party" - 3:09
2. "Stop the Train" (Peter Tosh) - 2:20
3. "Caution" - 2:43
4. "Soul Captives" - 2:03
5. "Go Tell It on the Mountain" - 3:15

### Cara B
1. "Can't You See" (Peter Tosh) - 2:42
2. "Soon Come" (Peter Tosh) - 2:23
3. "Cheer Up" - 2:03
4. "Back Out" - 2:18
5. "Do It Twice" - 2:48

## Edición remasterizada
1. "Soul Shakedown Party" - 3:09
2. "Stop the Train" - 2:20
3. "Caution" - 2:43
4. "Soul Captives" - 2:03
5. "Go Tell It on the Mountain" - 3:15
6. "Can't You See" - 2:42
7. "Soon Come" - 2:23
8. "Cheer Up" - 2:03
9. "Back Out" - 2:18
10. "Do It Twice" - 2:48
11. "Soon Come" (versión) - 2:25
12. "Soul Shakedown Party" (versión) - 3:05

## Créditos
- Bob Marley – voz
- Peter Tosh – voz, melódica
- Bunny Wailer – voz
- Gladstone Anderson – piano
- Winston Wright – órgano
- Paul Douglas – batería
- Jackie Jackson – bajo
- Lloyd Parks – bajo
- Hux Brown – guitarra
- Rad Bryan – guitarra
- Lynn Taitt – guitarra
- Leslie Kong – productor
- Warrick Lyn – productor